# Alphonse-Hubert de Latier de Bayane
Alphonse-Hubert kardinal de Latier de Bayane, francoski diakon in kardinal, * 30. oktober 1739, Valence, † 27. julij 1818, Pariz.

## Življenjepis
23. februarja 1801 je bil povzdignjen v kardinala in pectore.
9. avgusta 1802 je bil ponovno povzdignjen v kardinala in imenovan za kardinal-diakona S. Angelo in Pescheria.